# Brises
Brises (en grec antic Βρίσης), va ser, segons la mitologia grega, el pare de Briseida. Era rei dels leleges, a la Cària, o bé, segons tradicions més esteses, germà de Crises, pare de Criseida i sacerdot d'Apol·lo de la ciutat de Lirnessos, saquejada pels grecs durant la guerra de Troia.
A més de la seva filla Hipodàmia (o Briseida), tenia un fill, Eeció, (diferent del rei de Tebes pare d'Andròmaca). Quan Aquil·les va destruir la seva ciutat i matà Eeció, Brises es va penjar. Briseida va ser la que va provocar la còlera d'Aquil·les que l'allunyà de la guerra quan va ser presa a aquest heroi per donar-la a Agamèmnon.